# Rula (hornina)

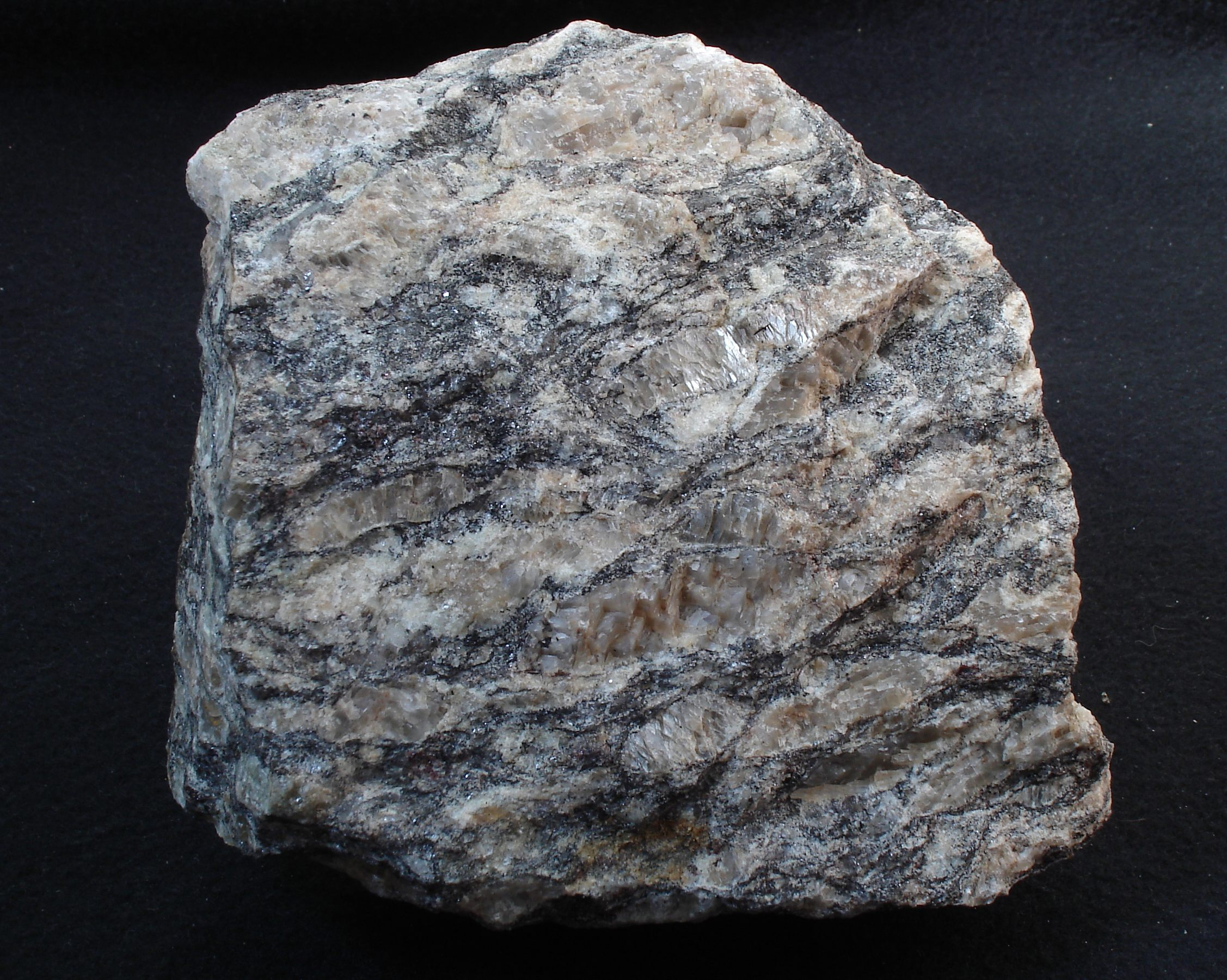
Okatá rula (Brazílie)

Rula je hornina vzniklá za vysokého stupně regionální metamorfózy při přeměně rozsáhlých horninových celků, kdy teplota a tlak dosahují značné výše. Ruly patří ke krystalickým břidlicím.
Ruly vzniklé z vyvřelin se nazývají ortoruly, ruly vzniklé metamorfózou sedimentů jsou pararuly. 
Ruly se vyznačují rovnoběžnou stavbou (břidličnatostí), která může mít různý vnější vzhled, např. zrnitá s nevýrazným usměrněním slíd, plástevná se souvislými slídovými pásky, okatá s čočkami světlých nerostů, stébelnatá aj. Zrno mají ruly jemné až hrubé. Jedna z nejhrubších rul je např. rula vyskytující se na Liberecku, tzv. ještědská rula. Barva je světle šedá, šedá, tmavošedá, žlutavá, hnědá až červenavá.
Od granitu (žuly) se rula liší zbřidličnatěním (plošným uspořádáním minerálů kolmo na směr tlaku). Podobně jako ve svorech se v ní nachází někdy v menším množství i granáty. Má rovnoběžně proužkovitý vzhled, v němž se střídají světlé proužky křemene a živců s tmavšími proužky slídy – zvláště biotitu.
Pevné, nezvětralé ruly se místně používají jako stavební kámen. Rula však snadno zvětrává, proto jako stavební materiál není příliš vhodná. Přesto se zejména pro svou dekorativnost ve stavebnictví používá na schody a chodníky nebo jako štěrk.

## Název
Termín rula používaný v češtině a slovenštině je odvozen od názvu města Ruhla v německém Durynsku, známém výskytem rul. V ostatních jazycích se používá německého slova „gneis“, starého saského hornického označení této horniny ze 16. století. Pravděpodobně jde o výraz ze staré horní němčiny: gneisto, střední horní němčiny: ganeist(e), g(e)neiste, ve významu „jiskřit“, „jiskra“. Dříve, ještě i v Goetheho době, byl uváděn název „gneus“. Do angličtiny byl termín přejat nejpozději v roce 1757.

## Složení
Ruly se vyznačují přítomností živců (draselný živec, plagioklas), křemene a slídy (biotit, muskovit) Zdaleka nejčastější jsou biotitické ruly. Muskovit se vyskytuje v rulách celkem málo. Kromě těchto minerálů mohou ruly obsahovat sillimanit, granát, amfibol, cordierit, grafit apod.

## Výskyt
Ruly je možné považovat za nejvýznamnější skupinu přeměněných hornin. Jsou hojně zastoupené v Česku i v celosvětovém měřítku. Vystupují v nejstarších prahorních a starohorních formacích, ale i v oblastech, které jsou geologicky relativně mladé, například v Alpách. Ruly tvoří v České republice rozsáhlá tělesa v oblastech krystalinik (Šumava, Orlické hory, Českomoravská vrchovina aj.)

## Klasifikace
Podle původu se ruly dělí na:
- pararuly – vznikly přeměnou pelitických usazených hornin
- ortoruly – vznikly přeměnou kyselých vyvřelých nebo přeměněných hornin, oproti pararulám mají vyšší podíl světlých minerálů.[3]

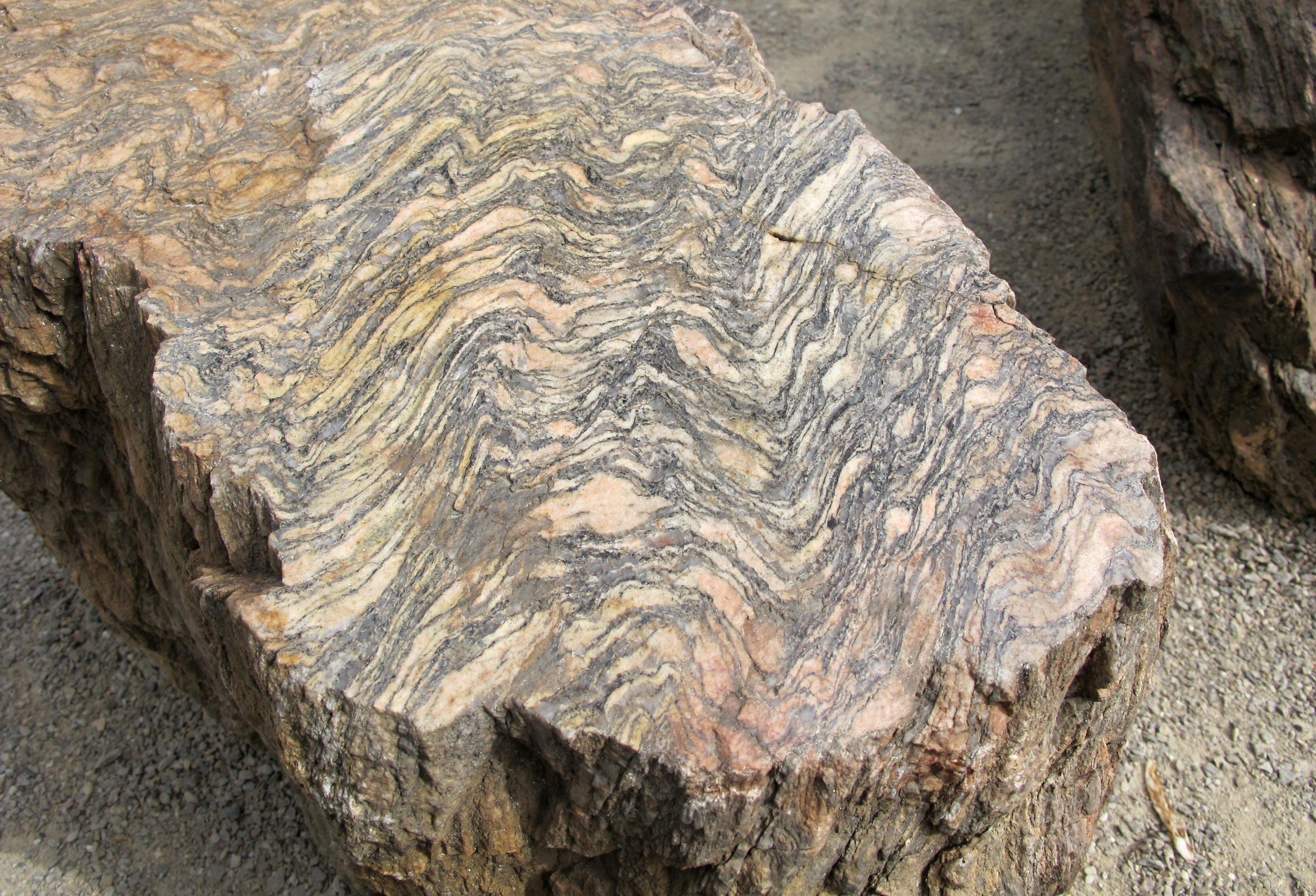
Ortorula z ČR

## Známé druhy rul

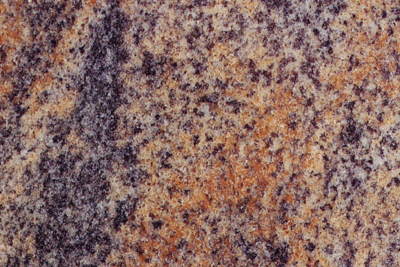
Hallandia (migmatit ze Švédska)

- Hallandia, migmatit (Švédsko), Halmstad
- Juparana Classico, ortorula (Brazílie, Rio de Janeiro)
- „půlnoční modř“, ortorula (Indie)
- Orissa, orthorula (Indie)
- Steinbacher Augengneis, „okatá“ ortorula (Německo, Steinbach)
- Serizzo Antigorio, pararula (švýcarský kanton Ticino, Valle Antigorio)
- Calanca, pararula (švýcarský kanton Graubünden, údolí Calanca)
- Onsernone, pararula (Ticino, údolí Onsernone)
- Maggia, pararula (Ticino, údolí Valle Maggia)
- Soglio, pararula (Švýcarsko, Soglio)
- Branco Ipanema, granulit (Brazílie, Espirito Santo)
- Stainzer Hartgneis, (Rakousko, Stainz)
- Verde Andeer, (švýcarský kanton Graubünden, Andeer)
- Bittescher Gneis granitová rula, Rakousko
- Acasta Gneiss, ortoruly – jedny z nejstarších hornin na Zemi, (Severozápadní teritoria, Kanada)